# NGC 584
NGC 584 es una galaxia elíptica en la constelación de Cetus. Fue descubierta el 10 de septiembre de 1785 por el astrónomo alemán William Herschel.
Está a unos 23,4 megapársecs (76,4 millones de años luz) de distancia.